# Triumph 1300
La Triumph 1300 è un'autovettura prodotta dalla casa automobilistica britannica Triumph dal 1965 al 1970.

## Il contesto
La 1300 è stata commercializzata con un solo tipo di carrozzeria, berlina quattro porte. Fu lanciata sui mercati per sostituire la Triumph Herald e faceva parte della categoria dei modelli medio/piccoli dagli accenti relativamente lussuosi.
È stata introdotta al salone dell'automobile di Londra nell'ottobre del 1965. Disegnata da Giovanni Michelotti, aveva una linea che derivava dalla più grande Triumph 2000.
La 1300 è stata la prima vettura del gruppo Leyland ad essere a trazione anteriore. Il maggior concorrente della Leyland era la BMC, che all'epoca produceva la Mini e l'Austin 1100, entrambe a trazione anteriore. La Leyland sperava che il successo del modello Austin citato fungesse da traino per la 1300, dato che appartenevano alla medesima categoria.

### Caratteristiche tecniche
La 1300 era dotata di un motore a quattro cilindri in linea e valvole in testa da 1.296 cm³ di cilindrata che erogava 61 CV di potenza. Era quindi lo stesso di quello installato sulla Triumph Herald 13/60, il quale derivava dal propulsore da 803 cm³ montato sulla Standard Eight. Il motore della 1300 aveva installato un singolo carburatore Stromberg; questa soluzione era utilizzata anche sul propulsore della Herald. La 1300 aveva installato un cambio manuale a quattro rapporti sincronizzati. Le sospensioni anteriori erano a doppi bracci oscillanti, mentre quelle posteriori erano a bracci longitudinali.

### La linea e gli interni
La linea era inusuale e derivava da quella della Triumph 2000. Il frontale era caratterizzato dalla presenza di fanali singoli, mentre la parte posteriore era dotata di una corta e tozza coda. Il tettuccio era pronunciato verso il retrotreno.
Gli interni erano di alto livello. La strumentazione era completa ed era inserita in un cruscotto di legno. I sedili erano foderati in PVC. Lo spazioso abitacolo era provvisto di un sistema di ricambio d'aria grazie a delle prese installate sulla carrozzeria. L'equipaggiamento era ricco. Ad esempio, i sedili, che non erano reclinabili, erano provvisti di un sistema di regolazione. Gli interni erano forniti di tappetini. Anche lo sterzo era regolabile. Le maniglie delle porte e dei finestrini non erano esposte, e quindi non avrebbero potuto fungere da appiglio, per esempio, per i vestiti dei passeggeri. La strumentazione comprendeva il tachimetro, l'indicatore del livello del carburante, un misuratore di temperatura, l'amperometro e varie spie di allarme. I sedili posteriori erano dotati di bracciolo centrale, che poteva essere ripiegato se non utilizzato.

## Evoluzione

### La 1300TC

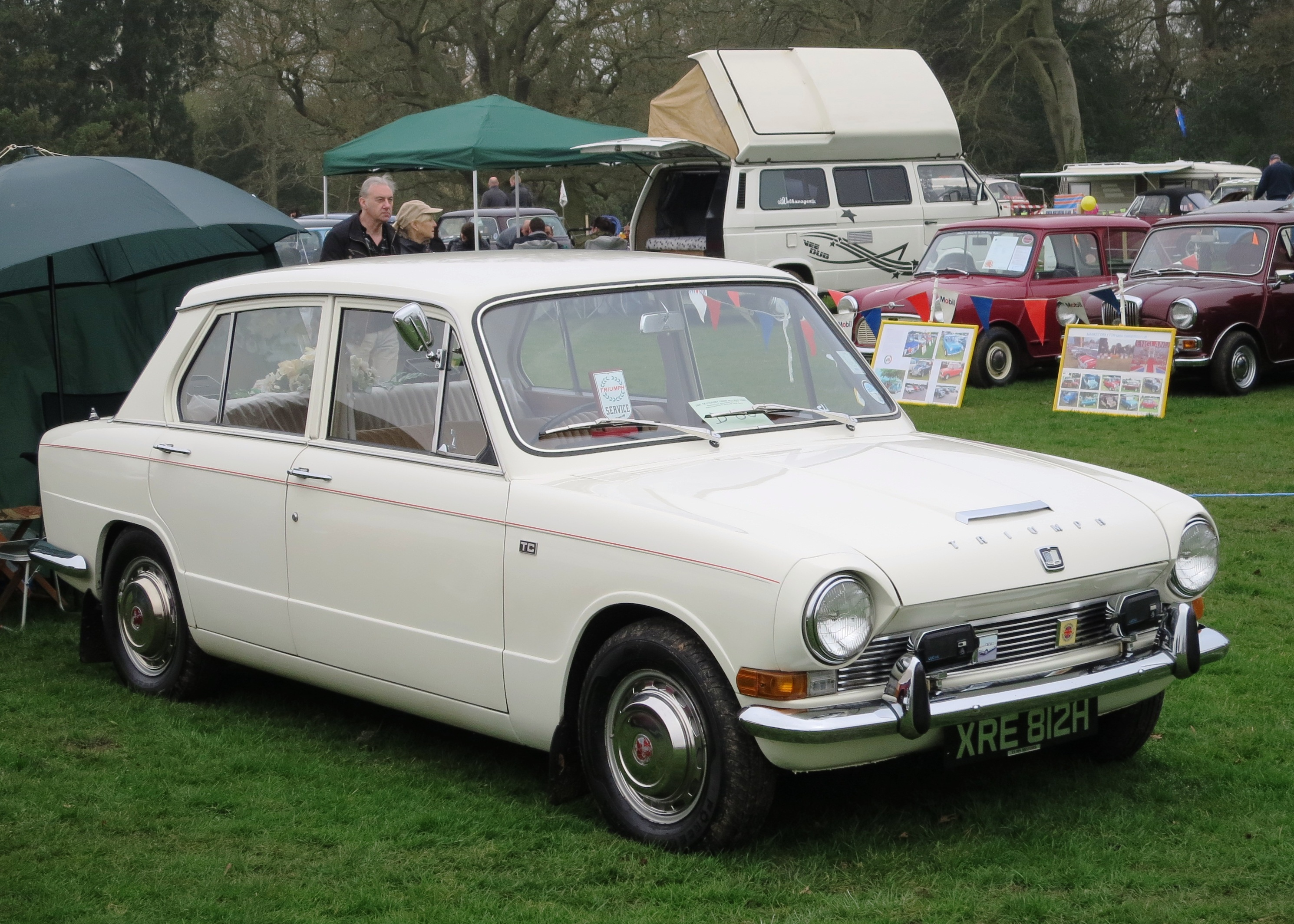
Triumph 1300 TC del 1969

Nel 1968 fu aggiunta alla gamma la 1300TC. La TC aveva installato il motore della Triumph Spitfire, che era dotato di carburatori SU a depressione. La potenza erogata era di 75 CV. Questa versione di 1300 era contraddistinta da loghi ed emblemi riportanti la dicitura "TC". La velocità massima della TC era relativamente alta, dato che si attestava a 145 km/h, mentre l'accelerazione da 0 a 80 km/h era di 11,5 secondi. Un test su strada migliorò significativamente i dati forniti dalla Triumph. In una prova eseguita dalla rivista specializzata Autocar furono infatti registrate una velocità massima di 150 km/h ed un'accelerazione da 0 a 50 km/h di 10,5 secondi. Il prezzo raccomandato dalla Triumph per la 1300TC era di 909 sterline.

### Versione familiare
La versione familiare della 1300 raggiunse la fase di progettazione, ma non venne mai prodotta a causa di mancanza di fondi.

## Fine produzione sostituzione
Della 1300 versione base vennero prodotti 113.008 esemplari, mentre della 1300TC furono assemblate 35.342 unità. Nell'agosto del 1970 la 1300 e la 1300 TC furono sostituite dalla Triumph 1500. Al motore fu aumentata la cilindrata, che toccò i 1.493 cm³. Questo ingrandimento della cubatura portò ad una coppia maggiore e, nel contempo, ad un aumento dei consumi di carburante. La coda fu allungata con conseguente aumento dello spazio nel bagagliaio. La produzione della Triumph a trazione anteriore terminò nel 1973.